# Greenfield (Oklahoma)
Greenfield – miasto w Stanach Zjednoczonych, w stanie Oklahoma, w hrabstwie Blaine.